# Lilltjärnarna (Sorsele socken, Lappland, 727678-160586)
Lilltjärnarna är en sjö i Sorsele kommun i Lappland och ingår i Umeälvens huvudavrinningsområde. Lilltjärnarna ligger i Lässejaure Natura 2000-område.